# La Ligne de chance (série télévisée)
Pour les articles homonymes, voir La Ligne de chance.
La Ligne de chance (Rituals) est un soap opera américain en 260 épisodes de 25 minutes, créé par Gene Palumbo, Ken Corday et Charlene Keel, et diffusé entre le 10 septembre 1984 et le 6 septembre 1985 en syndication.
En France, le feuilleton a été diffusé à partir du 13 février 1989 sur TF1. Il reste inédit dans les autres pays francophones.

## Synopsis
À Wingfield, en Virginie, des familles sont rivales dans le domaine du textile.

## Distribution
- Dennis Patrick (en) : Patrick Chapin
- Jo Ann Pflug : Taylor Chapin Field Von Platen (1984)
- Tina Louise : Taylor Chapin Field Von Platen (1984-1985)
- Andrea Moar : Julia Field
- Marc Poppel : Brady Chapin (1984)
- Jon Lindstrom (en) : Brady Chapin (1984-1985)
- Monte Markham : Carter Robertson
- Christine Jones (en) : Christina Robertson
- Tim Maier : Jeff Robertson
- Greg Mullavey (en) : Eddie Gallagher
- Kevin Spirtas : Tom Gallagher
- Kin Shriner (en) : Mike Gallagher
- Mary Beth Evans (en) : Dakota Lane (1984-1985)
- Claire Yarlett (en) : Dakota Lane (1984)
- Gina Gallego (en) : Diandra Santiago Gallagher

## Commentaires
Tourné en Caroline du Nord, ce soap opera a été un des seuls à être produits en syndication. Il a compté sur la popularité de grands noms au casting pour assurer son succès, tels que George Lazenby, Sharon Farrell, Monte Markham, Gina Gallego et Dennis Patrick.
Le personnage principal était Christina Robertson, joué par Christine Jones, la femme du personnage de Monte Markham, Carter Robertson. Après venaient les riches Chappin, avec les deux enfants adultes perturbés, Taylor et Brady Chappin. Comme dans tout soap, il y avait deux familles rivales, ici les Chappin et les Robertson.
Il semblerait que Sharon Farrell avait un personnage plutôt farfelu et que ses fans l'ont préféré dans Les Feux de l'amour. Dans La Ligne de chance, elle interprétait Cherry Lane, la mère de Dakota (Mary Beth Evans et Claire Yarlett).
Pour gagner de la popularité, le feuilleton a lancé un concours : « Il y a aura un meurtre dans La Ligne de chance, trouvez le meurtrier, la victime et le mobile et vous remportez un prix !!! ». Dès le début du concours, tous les personnages du feuilleton ont commencé à se faire des menaces pour créer des soupçons aux téléspectateurs.
À la fin du feuilleton, Carter apprenait qu'il était le fils illégitime de Patrick Chappin, faisant de lui le demi-frère de Taylor et Brady (ses deux ennemis).